# François Ponthieu
François Ponthieu est un avocat français né le 22 mars 1962 à Tiaret (Algérie). Il présida pendant près de 12 ans la direction nationale du contrôle de gestion, instance de la ligue de football professionnel chargée de la surveillance des comptes des clubs professionnels en France.
Le 27 juin 2009, il est élu au conseil fédéral de la Fédération française de football. Il a par ailleurs annoncé qu'il ne se représenterait pas à la présidence de la direction nationale du contrôle de gestion. Il est remplacé par Richard Olivier en 2009.
En 2012, il se porte candidat à la présidence de la Fédération française de football. Il est battu par le président sortant Noel Le Graet mais réalise un score honorable avec 13,20% des voix . 

## Biographie
Diplômé de l’Institut d'études politiques d'Aix-en-Provence, section « Services publics » en 1983. Il obtient la même année une maîtrise en droit public à l'Université d'Aix-Marseille.
L'année suivante, il est admissible au concours externe d’entrée à l’Ecole nationale d’administration.
En 1995, il obtient un DESS en propriété industrielle à l'université de Paris I.
Avocat, il est accrédité auprès des barreaux de Marseille (France) et d’Israël.
Il a commencé sa carrière au sein de la banque Neuflize-Schumberger-Mallet, à Paris, où il a occupé plusieurs postes dont celui de responsable de front office « options négociables sur actions ».
En 1991, il part pour Tel Aviv. Après un stage au cabinet Aaron Meltzer, il rejoint en 1992 le cabinet Avida & Weiss.
En 1994, il revient en France et intègre le cabinet d'avocats Klein Goddard Associés. Au sein de ce cabinet, il développe une compétence spécifique en droit du sport.

## Écrits
- Les Règles que les fédérations doivent respecter, Sport Finance et marketing, 27 avril 2000
- Les décisions d’arbitrage sont souveraines (ou le respect dû au juge), Lettre KGA "Medias, Sport & Communication", octobre 2002
- Les Subventions des collectivités locales aux clubs sportifs, Lettre KGA "Medias, Sport & Communication", octobre 2002
- Le Parrainage sportif : un outil marketing, ou pourquoi investir dans le sport ? tome 1 - Arnaud Franel éditions, mai 2006